# Pedroso de Acim
Pedroso de Acim è un comune spagnolo di 107 abitanti situato nella comunità autonoma dell'Estremadura.